# Alchemilla helgurdica
Alchemilla helgurdica är en rosväxtart som beskrevs av S. Fröhner. Alchemilla helgurdica ingår i släktet daggkåpor, och familjen rosväxter. Inga underarter finns listade i Catalogue of Life.